# Onosandrus fasciatus
Onosandrus fasciatus är en insektsart som beskrevs av Carl Stål 1878. Onosandrus fasciatus ingår i släktet Onosandrus och familjen Anostostomatidae. Inga underarter finns listade i Catalogue of Life.